# ستریکن
ستیریکان (به انگلیسی: Satyricon) یک گروه موسیقی بلک متال نروژی است. این گروه در سال ۱۹۹۱ شکل گرفت. دو عضو گروه با نام‌های مستعار Satyr و Frost بدنهٔ اصلی ستریکن را تشکیل می‌دهند.
سه آلبوم نخست گروه به سبک بلک متال نروژی بود، اما در ضبط‌های بعدی عناصری از هارد راک نیز در موسیقی گروه گنجانده شد.
ستریکن نخستین گروه بلک متال نروژی می‌باشد که با یک ناشر چندملیتی (ئی‌ام‌آی) قرارداد می‌بندد.

## آلبوم‌ها
| نام آلبوم           | سال  |
| ------------------- | ---- |
| Dark Medieval Times | ۱۹۹۴ |
| The Shadowthrone    | ۱۹۹۴ |
| Nemesis Divina      | ۱۹۹۶ |
| Rebel Extravaganza  | ۱۹۹۹ |
| Volcano             | ۲۰۰۲ |
| Now, Diabolical     | ۲۰۰۶ |
| The Age of Nero     | ۲۰۰۸ |
| Satyricon           | ۲۰۱۳ |